# Ayette
Ayette ist eine französische Gemeinde mit 328 Einwohnern (Stand 1. Januar 2022) im Département Pas-de-Calais in der Region Hauts-de-France. Sie gehört zum Arrondissement Arras und zum Kanton Bapaume. Die Einwohner werden Ayettois genannt.

## Lage
Die Gemeinde Ayette liegt . Nachbargemeinden von Ayette sind Boiry-Sainte-Rictrude im Norden, Douchy-lès-Ayette im Osten, Bucquoy im Süden, Ablainzevelle im Südwesten, Moyenneville im Westen sowie Boiry-Saint-Martin im Nordwesten.

## Bevölkerungsentwicklung
| Jahr                       | 1962 | 1968 | 1975 | 1982 | 1990 | 1999 | 2007 | 2013 | 2022 |
| Einwohner                  | 340  | 351  | 336  | 306  | 335  | 336  | 326  | 330  | 328  |
| Quellen: Cassini und INSEE |      |      |      |      |      |      |      |      |      |

## Sehenswürdigkeiten
- Kirche Saint-Libaire
- zwei Soldatenfriedhöfe des Commonwealth

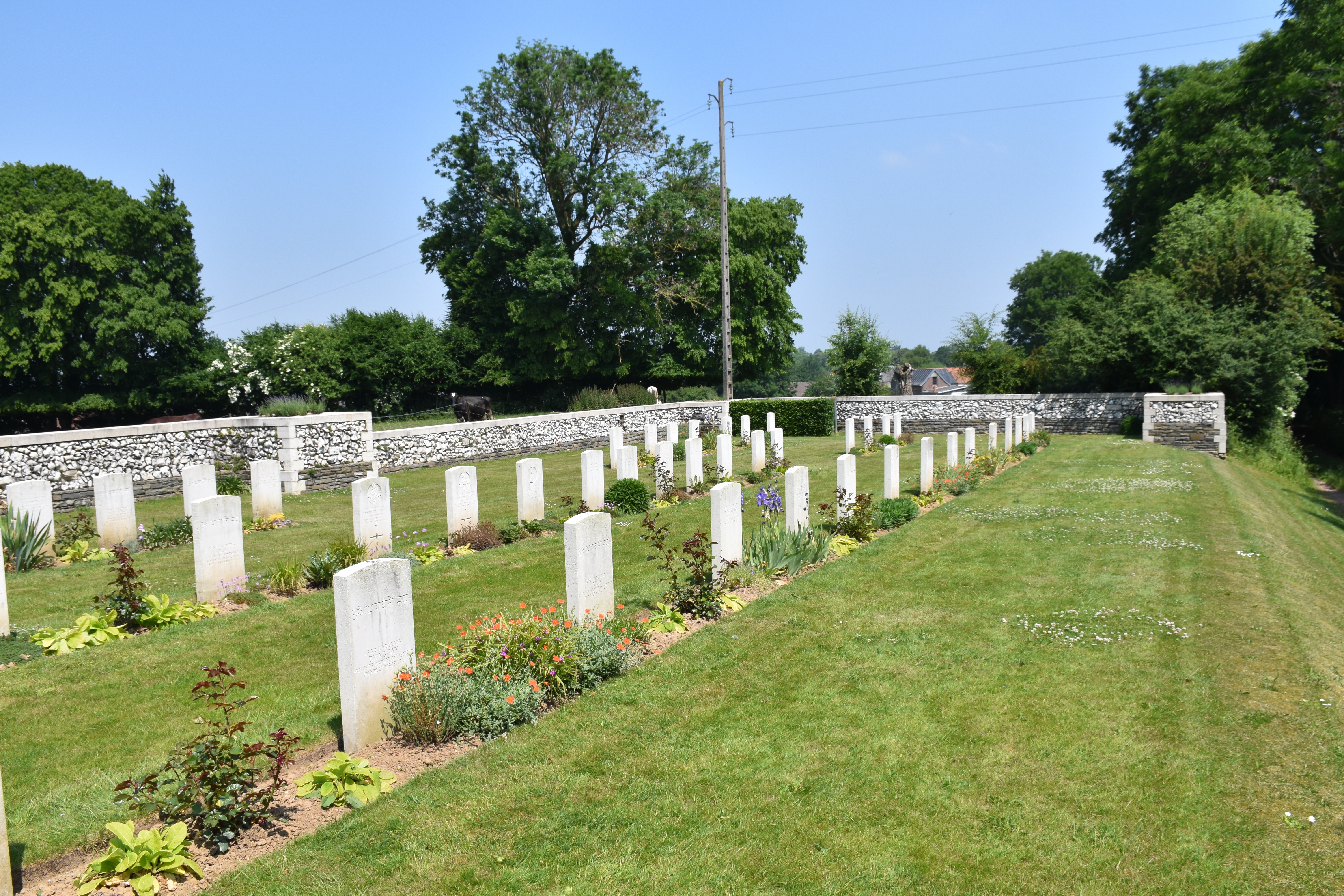
Soldatenfriedhof (Indian and Chinese Cemetery)
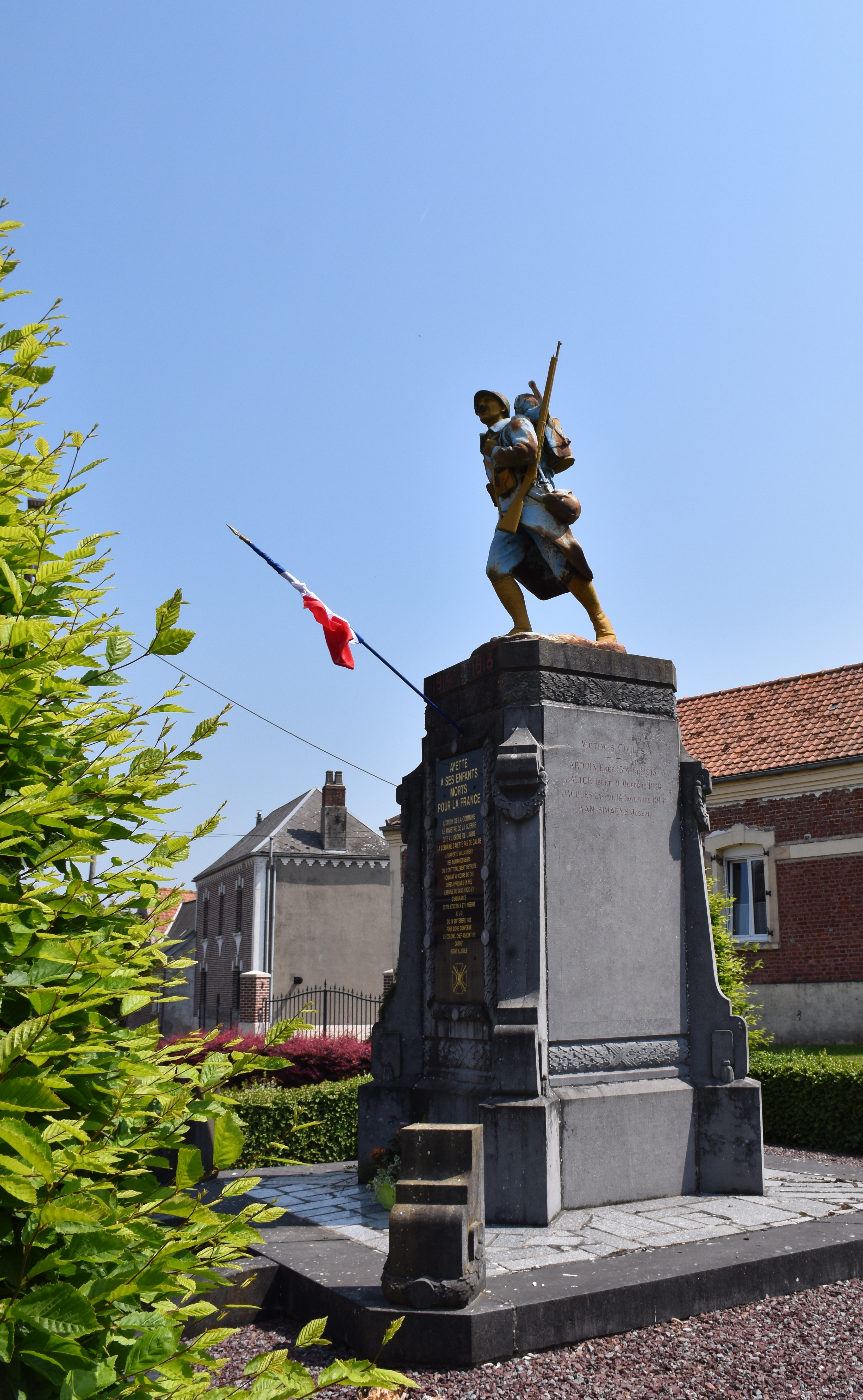
Gefallenendenkmal